# Мариинский, Евгений Пахомович
Мариинский, Евгений Пахомович (1923—1993) — советский лётчик-ас, командир звена 129-го гвардейского истребительного авиационного полка 22-й гвардейской истребительной авиационной дивизии 6-го гвардейского истребительного авиационного корпуса 2-й воздушной армии. Герой Советского Союза (1945).

## Биография
Родился 27 января 1923 года в городе Балта в семье служащего. Русский. Член КПСС с 1944.
Родился Е.П. Мариинский в г. Балта Одесской области в семье служащего. Мама, Александра Михайловна, была родом из наших мест, деревни на Красной горе недалеко от Аркуля на правом берегу  Вятки. В Гражданскую войну служила в контрразведке, награждена именным оружием. Отец, Пахом Никонович, по образованию инженер, до революции служил в белой армии, потом перешёл в Красную армию, где провоевал 12 лет.  Добивал банду Махно, погиб в 1940 году. В конце 30-х годов семья переехала в Аркуль.
Евгений Пахомович Мариинский окончил Аркульскую среднюю школу в 1940 году, в классе было 17 учеников , в том числе 10 юношей. Всех их ждала суровая военная фронтовая реальность. Из 10 выпускников суждено было выжить только троим, в том числе Евгению Мариинскому.
Окончил 10 классов и Центральный аэроклуб.
В Красной армии с 1941 года. В 1942 году окончил Вязниковскую военно-авиационную школу пилотов. В действующей армии с октября 1943 года.
Командир звена 129-го гвардейского истребительного авиационного полка (22-я гвардейская истребительная авиационная дивизия, 6-й гвардейский истребительный авиационный корпус, 2-я Воздушная армия, 1-й Украинский фронт) гвардии лейтенант Мариинский на самолёте P-39 «Аэрокобра» к январю 1945 совершил 156 боевых вылетов, в 48 воздушных боях сбил 18 самолётов противника.
Звание Герой Советского Союза присвоено 27.6.45.
После войны продолжал службу в ВВС. С 1954 подполковник Мариинский — в запасе.
В 1961 окончил факультет журналистики Московского государственного университета. В 1961—1980 работал в издательстве «Молодая гвардия».
В 1980-х годах входил в редакционную коллегию героико-патриотического литературно-художественного альманаха «Подвиг».
Автор ряда книг-воспоминаний о своей фронтовой юности.
Награждён орденами Ленина, Красного Знамени, двумя орденами Отечественной войны 1-й степени, орденами Отечественной войны 2-й степени, Красной Звезды, медалями.

## Сочинения
- Мариинский Е. П. На тропе подвига. М.: Детская литература, 1970. — 48 с.
- Мариинский Е. П. До земли 15 сантиметров. — М., 1969.
- Мариинский Е. П. Внизу — передний край. — М.: Политиздат, 1966. — (Документальная повесть).
- Мариинский Е. П. Жаркое лето боёв. — М.: ДОСААФ, 1975. — 208 с.
- Мариинский Е. П. Военно-воздушные силы. — М.: Военное издательство, 1977. — 33 с. — (Молодёжи о вооруженных силах СССР).
- Лебедев А. Г., Мариинский Е. П. Подвиг на Висле. — М.: ДОСААФ, 1981. — 96 с. — (Док. повесть).
- Мариинский Е. П. Я дрался на «Аэрокобре». — М.: Яуза, Эксмо, 2005. — 288 с. — 5100 экз. — ISBN 5-699-10871-8.
- Evgeniy Mariinskiy. Red Star Airacobra: memoirs of a Soviet fighter ace, 1941-45. — Helion & Company Limited, 2006. — 182 с. — ISBN 1874622787, 9781874622789.